# Əlixan Səmədov
Əlixan Səmədov (bzw. Alihan Samedov; * 1964 in Sumqayıt, Aserbaidschan) ist ein aserbaidschanischer Musiker, der die aserbaidschanischen Blasinstrumente balaban (Kurzoboe), zurna (Kegeloboe) und tutek (Flöte) sowie Klarinette und Saxophon spielt.

## Leben
Əlixan Səmədov stammt aus einer Musikerfamilie und besuchte die Sekundarschule zwischen 1971 und 1979. Später machte er seine Musikausbildung in den aserbaidschanischen Musikschulen Samet Vurgun und Nəriman Nərimanov, wo er sein Studium 1979 bis 1982 absolviert hatte. Von 1986 bis 1990 unterrichtete er Musik an der pädagogischen Universität Aserbaidschans. 1992 zog er in die Türkei um und lebt bis heute dort. Er nahm an vielen internationalen Festivals teil und gab viele Konzerte in Frankreich, Singapur, Polen und Spanien. Əlixan Səmədov wurde in Aserbaidschan für sein letztes Album Land Of Fire, music of Azerbaijan im Sommer 2001 ausgezeichnet.
Er ist Musikdirektor beim Kadikoy Folklore Education Centre. Əlixan Səmədov ist insbesondere bekannt in Ländern, in denen balaban (in Armenien duduk, in der Türkei mey) als traditionell türkisch-aserbaidschanisches Instrument gespielt wird, also in der Türkei und in Georgien, außerdem in Syrien, Saudi-Arabien, Vereinigte Arabische Emirate, Europa und USA. Zwei seiner bekanntesten aserbaidschanischen Volkslieder sind Sari Gelin („Blonde Braut“) und Sen Gelmez Oldun („Du bist nicht gekommen“). 
Daneben ist er ein Schachmeister und unterrichtet Schach an der Erenkoy Schule.